# Mario Miglietta
Mario Miglietta (Leverano, 25 gennaio 1925 – Albano Laziale, 17 gennaio 1996) è stato un arcivescovo cattolico italiano.

## Biografia
Monsignor Mario Miglietta nasce a Leverano, ma era oriundo, da parte del padre, di Trepuzzi (Le). In questa cittadina salentina, era solito trascorrere, sin dall'infanzia, le sue vacanze presso la località denominata Manzo. Don Giuseppe Miglietta, zio di don Mario e fratello del padre, arciprete di Leverano, lo fece avvicinare a Gesù così da far nascere in lui la vocazione sacerdotale. Da ragazzo entrò prima nel seminario minore diocesano e successivamente completo' gli studi teologici.
Ordinato presbitero per la diocesi di Brindisi-Ostuni il 10 agosto 1947 da mons. Francesco de Filippis, ha ricoperto presso il Pontificio Seminario Regionale Pugliese "Pio XI" di Molfetta i ruoli di: vice-rettore dal 1953 al 1965; pro-rettore dal 1965 al dicembre 1968; rettore dal dicembre 1968 al febbraio 1979; Era solito ripetere: «Se bussano alle mura del seminario di Molfetta le mura risponderanno: "Don Mario!"»
Ricordava sempre che il giorno destinato alla firma della sua nomina a vescovo, che fu una profezia di quello che poi accadde quando fu vescovo di Sant'Angelo dei Lombardi, il papa Paolo VI morì. Si dovette rimandare sino all'elezione di papa Giovanni Paolo I, il quale non poté firmare anche lui la nomina a causa dell'improvvisa morte. Finalmente Giovanni Paolo II il 18 novembre 1978 lo designò alla guida dell'arcidiocesi Irpina. Dopo un brevissimo tempo, dall'inizio del suo episcopato, fu colpito da un infarto e quando sembrava riprendersi giunse il colpo del drammatico terremoto. Fu il vescovo dei terremotati e rimase segnato psicologicamente da quella orrenda storia del popolo irpino.
Successivamente, il cardinale Sebastiano Baggio prefetto della Congregazione per i vescovi lo propose per la sede di Ugento-Santa Maria di Leuca, che resse fino alle dimissioni rassegnate, per motivi di salute, nel 1992.
Durante l'episcopato ad Ugento preme ricordare l'evento dell'annuncio dell'elezione a vescovo di Molfetta di un suo sacerdote don Tonino Bello. Dopo la sua morte, avvenuta nel 1996, dopo un ricovero d'urgenza nell'ospedale Regina Apostolorum, di Albano Laziale, desiderava essere sepolto nella basilica di Santa Maria di Leuca. Dopo i funerali celebrati ad Ugento il 19 gennaio, giorno del suo onomastico, fu per 13 anni sepolto nel cimitero di Leverano. Monsignor Vito De Grisantis, vescovo di Ugento, accolse questo desiderio del vescovo Mario e presiedette il 30 giugno 2009 la celebrazione del rito della traslazione della salma. Adesso riposa nella basilica di Leuca sotto l'altare di san Francesco da Paola.

## Genealogia episcopale
La genealogia episcopale è:
- Cardinale Scipione Rebiba
- Cardinale Giulio Antonio Santori
- Cardinale Girolamo Bernerio, O.P.
- Arcivescovo Galeazzo Sanvitale
- Cardinale Ludovico Ludovisi
- Cardinale Luigi Caetani
- Cardinale Ulderico Carpegna
- Cardinale Paluzzo Paluzzi Altieri degli Albertoni
- Papa Benedetto XIII
- Papa Benedetto XIV
- Papa Clemente XIII
- Cardinale Marcantonio Colonna
- Cardinale Giacinto Sigismondo Gerdil, B.
- Cardinale Giulio Maria della Somaglia
- Cardinale Carlo Odescalchi, S.I.
- Cardinale Costantino Patrizi Naro
- Cardinale Lucido Maria Parocchi
- Papa Pio X
- Papa Benedetto XV
- Papa Pio XII
- Cardinale Carlo Confalonieri
- Cardinale Corrado Ursi
- Arcivescovo Mario Miglietta